# Adrodamaeus decemsetiger
Adrodamaeus decemsetiger är en kvalsterart som först beskrevs av Choi och Aoki 1985.  Adrodamaeus decemsetiger ingår i släktet Adrodamaeus och familjen Gymnodamaeidae. Inga underarter finns listade i Catalogue of Life.